# زمین‌لرزه ۱۹۰۲ جمهوری آذربایجان
زمین‌لرزه جمهوری آذربایجان  در تاریخ ۱۳ فوریه ۱۹۰۲ میلادی، برابر با ‎۲۴ بهمن ۱۲۸۰، ساعت ۹:۳۹:۳۰ به زمان یوتی‌سی در جمهوری آذربایجان رخ داد. ژرفای این زلزله ۱۵ کیلومتر بود. بزرگی آن ۶٫۹ در مقیاس ریشتر اعلام شده‌است. زمین‌لرزه به وقت محلی در روز پنج‌شنبه، ساعت ۱۳ روی داده و منطقه زمانی آن یوتی‌سی +۴ بوده‌است (با لحاظ تغییر ساعت تابستانی).
سازمان زمین‌شناسی آمریکا نیز جای این زمین‌لرزه را در مختصات ۴۰°۴۲′شمالی ۴۸°۳۶′شرقی / ۴۰٫۷°شمالی ۴۸٫۶°شرقی و بزرگی آنرا برابر با ۶٫۹ در مقیاس ریشتر اعلام کرده‌است. ژرفای گزارش شده از سوی این سازمان ۱۵ کیلومتر می‌باشد.
شمار کشتگان زلزله حدود ۸۶ نفر بوده‌است. تعداد زخمیان ۶۰ نفر برآورده شده‌است. 